# Tobed
Tobed és un municipi de la província de Saragossa, situat a la comarca de la Comunitat de Calataiud a la vall del riu Grío.
Compta amb l'església de Santa Maria d'estil gòtic-mudèjar que ha estat classificada com a Patrimoni de la Humanitat per part de la UNESCO. Fou la seu d'una comanda de l'orde de Sant Sepulcre fins al segle xix.

Escut de Tobed.